# Masanori Tokita
Masanori Tokita (24 iunie 1925 - 5 martie 2004) a fost un fotbalist japonez.

## Statistici
| Japonia | Japonia | Japonia |
| An      | Meciuri | Goluri  |
| ------- | ------- | ------- |
| 1951    | 3       | 1       |
| 1952    | 0       | 0       |
| 1953    | 0       | 0       |
| 1954    | 3       | 1       |
| 1955    | 1       | 0       |
| 1956    | 2       | 0       |
| 1957    | 0       | 0       |
| 1958    | 0       | 0       |
| 1959    | 3       | 0       |
| Total   | 12      | 2       |